# 瘦熊寶螺
瘦熊寶螺（学名：Cypraea kieneri）为寶螺科寶螺屬下的一个种。